# Orthonama pudibunda
Orthonama pudibunda là một loài bướm đêm trong họ Geometridae.